# Sematophyllum lonchophyllum
Sematophyllum lonchophyllum är en bladmossart som beskrevs av Florschütz-de Waard 1990. Sematophyllum lonchophyllum ingår i släktet Sematophyllum, och familjen Sematophyllaceae. Inga underarter finns listade i Catalogue of Life.